# Adugak
Adugak è una piccola isola del gruppo delle Fox, nell'arcipelago delle Aleutine e appartiene all'Alaska (USA). Il suo nome deriva probabilmente dalla parola aleutina adudak che significa "un po' lungo". Il nome è stato riportato da padre Veniaminov nel 1840.
Adugak si trova a 8 km al largo della costa nord-occidentale di Umnak, è lunga circa 2 km e raggiunge un'altitudine massima di 31 m. L'isola è una zona protetta e ospita una colonia di leoni marini di Steller in via di estinzione.